# New Alliance Records
La New Alliance Records è stata un'etichetta discografica fondata da D. Boon e Mike Watt dei Minutemen insieme all'amico Martin Tamburovich, seguendo l'esempio della SST Records.
Le prime pubblicazioni dell'etichetta furono Land Speed Record, primo album degli Hüsker Dü, e l'EP dei Minutemen Joy. In seguito l'etichetta contribuì alla crescita dei Descendents, pubblicando molti dei loro primi album, pubblicò compilation (come Mighty Feeble), oltre a The Politics Of Time dei Minutemen e In a Free Land degli Hüsker Dü. Inoltre l'etichetta mise sotto contratto molte band post-punk della California, tra cui Slovenly, Phantom Opera e Invisiblechains.
Dopo la morte di D. Boon nel 1985 in un incidente d'auto e la creazione della band post-Minutemen fIREHOSE, Watt e Tamburovich vendettero l'etichetta alla SST nel 1987. Greg Ginn, proprietario della SST e chitarrista dei Black Flag, acquisì tutto il catalogo della New Alliance, inclusi i lavori di Minutemen, Descendents e Hüsker Dü (da allora due tracce di In a Free Land furono perse e mai più ritrovate) e trasformò l'etichetta in una sussidiaria della SST, utilizzandola principalmente per pubblicare materiale jazz, rock strumentale e spoken word.
La New Alliance ha smesso di pubblicare fin dalla metà degli anni novanta, e ha recentemente cancellato il proprio catalogo precedente.

## Artisti
- Blood on the Saddle
- Bootstrappers
- Ciccone Youth
- Descendents
- Dos
- Invisiblechains
- Minutemen
- Nip Drivers
- Phantom Opera
- Sloveny
- The Coachmen